# Hemaris alaiana
Hemaris aksana là một loài bướm đêm thuộc họ Sphingidae. Loài này có ở Alayskiy Khrebat, Tian Shan, Dzhungarskiy Alatau, Saur and Altai Mountains, từ Tajikistan và phía đông Kazakhstan tới phía tây Mông Cổ. Bướm sinh sống ở nơi nhiều cây gỗ và cây có hoa, thường ở độ cao từ 1400 đến 2200 mét.
Sải cánh khoảng 35–45 mm. Đây là một loài sống ban ngày. Cá thể trưởng thành mọc cánh từ đầu tháng 6 tới giữa tháng 7.
Ấu trùng có lẽ ăn các loài Lonicera, Rubia và Galium.